# Nobunaga Concerto
Nobunaga Concerto (信長協奏曲, Nobunaga Kontseruto) est un shōnen manga d'Ayumi Ishii, prépublié dans le magazine Monthly Shōnen Sunday et publié par l'éditeur Shōgakukan depuis novembre 2009.

## Synopsis
L'histoire se passe au XXIe siècle au Japon. En rentrant de l'école et par un hasard fou, un étudiant prénommé Saburo est transporté au XVIe siècle dans le Japon de l'époque Sengoku. Il y rencontre Oda Nobunaga, chef du clan Oda, et personne très influente dans l'histoire du pays. Les deux jeunes hommes se ressemblant comme deux gouttes d'eau et Nobunaga ayant une santé fragile, ce dernier demande à Saburo de prendre sa place. Saburo accepte la requête et doit veiller à ce que tous les événements historiques de Nobunaga suivent leurs cours s'il veut pouvoir rentrer à son époque moderne.

## Personnages

### Personnages principaux
Saburō (サブロー)
Oda Nobunaga (織田信長)
Kichō (帰蝶)
Kinoshita Tōkichirō (木下藤吉郎)
Oichi (お市)

### Autres personnages
Ikeda Tsuneoki (池田恒興)
Shibata Katsuie (柴田勝家)
Maeda Toshiie (前田利家)
Sassa Narimasa (佐々成政)
Niwa Nagahide (丹羽長秀)
Takugen (沢彦)
Tokugawa Ieyasu (徳川家康)
Takenaka Hanbei (竹中半兵衛)
Azai Nagamasa (浅井長政)
Azai Hisamasa (浅井久政)
Endō Naotsune (en) (遠藤直経)
Isono Kazumasa (磯野員昌)
Mori Yoshinari (森可成)
Mori Nagayoshi (森長可)
Mori Ranmaru (森蘭丸)
Mori Bōmaru (森坊丸)
Mori Rikimaru (森力丸)
Ashikaga Yoshiaki (足利義昭)
Matsunaga Hisahide (松永久秀)
Oda Nobuyuki (織田信行)
Hirate Masahide (平手政秀)
Saitō Dōsan (斎藤道三)
Hori Hidemasa (堀秀政)
Hachisuka Masakatsu (蜂須賀小六)
Yasuke (弥助)
Saitō Yoshitatsu (斉藤義竜)
Asakura Kagetake (朝倉景健)

## Manga

### Liste des volumes
| no | Japonais          | Japonais          |
| no | Date de sortie    | ISBN              |
| --- | ----------------- | ----------------- |
| 1 | 12 novembre 2009  | 978-4-09-122100-1 |
| 2 | 12 mars 2010      | 978-4-09-122225-1 |
| 3 | 12 août 2010      | 978-4-09-122547-4 |
| 4 | 10 février 2011   | 978-4-09-122737-9 |
| 5 | 12 août 2011      | 978-4-09-123128-4 |
| 6 | 10 février 2012   | 978-4-09-123478-0 |
| 7 | 10 août 2012      | 978-4-09-123756-9 |
| 8 | 12 février 2013   | 978-4-09-124117-7 |
| 9 | 12 août 2013      | 978-4-09-124394-2 |
| 10 | 12 mai 2014       | 978-4-09-124594-6 |
| 11 | 12 septembre 2014 | 978-4-09-125189-3 |
| Extra : le tome 11 est sorti en édition limitée accompagné d'un CD (ISBN 978-4-09-941840-3).               |                   |                   |
| 12 | 10 avril 2015     | 978-4-09-126028-4 |
| 13 | 12 janvier 2016   | 978-4-09-127004-7 |
| 14 | 12 septembre 2016 | 978-4-09-127388-8 |
| 15 | 12 avril 2017     | 978-4-09-127596-7 |
| 16 | 10 novembre 2017  | 978-4-09-128012-1 |
| 17 | 12 juin 2018      | 978-4-09-128308-5 |
| Extra : le tome 17 est sorti en édition limitée accompagné d'un mini livre d'art (ISBN 978-4-09-943018-4). |                   |                   |
| 18 | 12 février 2019   | 978-4-09-128859-2 |
| 19 | 12 décembre 2019  | 978-4-09-129463-0 |
| 20 | 11 septembre 2020 | 978-4-09-129525-5 |
| 21 | 12 mai 2021       | 978-4-09-850566-1 |

## Distinctions
En 2012, le manga reçoit le Prix du manga Shōgakukan dans la catégorie shōnen. La même année, il est nommé pour le Prix Manga Taishō.

## Adaptations

### Anime
Le manga a été adapté en anime diffusé de juillet à septembre 2014 au Japon. Il est diffusé en version originale sous-titrée dans plusieurs langues par Crunchyroll.

#### Liste des épisodes
| No | Titre de l’épisode en français | Titre original de l’épisode       | Date de 1re diffusion |
| -- | ------------------------------ | --------------------------------- | --------------------- |
| 1  | Incident du Honno-ji           | サブロー信長 Saburō Nobunaga      | 12 juillet 2014       |
| 2  | L'épreuve                      | 諫死 Kanshi                       | 19 juillet 2014       |
| 3  | La vipère de Mino              | 美濃のマムシ Mino no Mamushi      | 26 juillet 2014       |
| 4  | La bataille d'Okehazama        | 桶狭間の戦い Okehazama no Tatakai | 2 août 2014           |
| 5  | Love letters                   | らぶれたあ Raburetaa              | 9 août 2014           |
| 6  | Mitsuhide Akechi               | 明智光秀 Akechi Mitsuhide         | 16 août 2014          |
| 7  | Vendetta contre Nobunaga       | 信長を討て！ Nobunaga o ute!      | 23 août 2014          |
| 8  | La trahison inattendue         | まさかの裏切り Masaka no Uragiri  | 30 août 2014          |
| 9  | Un chemin épineux              | イバラの道 Ibara no Michi         | 13 septembre 2014     |
| 10 | Miscellanées                   | 二人の信長 Futari no Nobunaga     | 20 septembre 2014     |

#### Doublage
| Personnages         | Personnages         | Voix japonaises |
| ------------------- | ------------------- | --------------- |
| Saburō              | Saburō              | Mamoru Miyano   |
| Oda Nobunaga        | Oda Nobunaga        | Yūki Kaji       |
| Kichō               | Kichō               | Nana Mizuki     |
| Kinoshita Tōkichirō | Kinoshita Tōkichirō | Yūichi Nakamura |
| Oichi               | Oichi               | Aoi Yūki        |

### Drama
Le manga a été adapté en drama diffusé depuis octobre 2014, au Japon par Fuji TV et dans le reste du monde par Crunchyroll.

#### Distribution
- Shun Oguri : Saburo/Nobunaga
- Kō Shibasaki : Kicho
- Takayuki Yamada : Denjiro
- Osamu Mukai : Tsuneoki Ikeda